# Ermengarde de Beaumont
Ermengarde de Beaumont, född omkring 1170, död 12 februari 1233 eller 1234, var genom sitt äktenskap med Vilhelm I drottning av Skottland 1186–1214. Det är känt att hon utövade inflytande över statens affärer, men det finns inte mycket detaljerad information om hennes liv. 

## Biografi
Ermengarde var dotter till Rikard I av Beaumont och Lucie de l'Aigle. Hennes far var fransk vasall till den engelske kungen Henrik II, och eftersom Skottland vid denna tid räknades som Englands vasall, var det Henrik som arrangerade Ermengardes giftermål med Vilhelm. Vilhelm ansåg att hennes rang var för låg för ett äktenskap, men han gick med på det sedan Henrik II betalade kostnaderna för bröllopet, en stor hemgift på både pengar, land och soldater, och återlämnade två slott som då befann sig i engelskt förvar, bland dem själva Edinburgh. 
De gifte sig i det kungliga kapellet på Woodstock Palace vid Oxford i England den 5 september 1186. Hon beskrivs som kvick och charmfull, och Viliam ska aldrig ha varit otrogen mot henne. Ermengarde fick ta ansvar för allt fler av Viliams uppgifter under hans sista år, då hans hälsa försämrades. Hon omtalas bland annat då hon övervakade en komplex rättsprocess, och 1207 anklagades biskopen av Glasgow för att ha fått sin position efter att ha mutat kungaparet. År 1212 följde hon Viliam till England för att få den engelska monarkens stöd för deras son Alexanders ställning som tronföljare. Troligen på grund av makens dåliga hälsotillstånd, tycks det ha varit hon som åtog sig förhandlingarna och också nådde ett lyckat resultat.    
Vilhelm dog 4 december 1214 och Ermengarde överlevde honom med omkring 20 år. Som änkedrottning grundade hon cisterciensklostret Balmerino på Fife, vars uppförande och byggnation var ett projekt hon ägnade sig åt som änka. Efter att klostret stod färdigt 1229 besökte hon det ofta, och hon blev också begravd där. 